# The Return of the Black Death
The Return of the Black Death — второй студийный альбом норвежской метал-группы Antestor, выпущенный в 1998 году. Это единственное издание группы на британском лейбле Cacophonous Records. Альбом имел коммерческий успех в США, где был продан тиражом свыше 10 000 экземпляров. Рабочее название альбома было Kongsblod. В 2010 году журнал HM поставил альбом на 40-е место в списке «Ста лучших христианских металлических альбомах всех времён».

## Список композиций
Музыка Ларса Стокстада. Слова Kjetil Molnes.
1. «Vinterferden» — 1:21
2. «A Sovereign Fortress» — 4:54
3. «Svartedauens Gjenkomst» — 4:42
4. «Sorg» — 6:14
5. «The Bridge of Death» — 5:31
6. «Gamlelandet» — 6:14
7. «Kilden» — «Lik En Endelos Elv» — 6:23
8. «Kongsblod» — 5:50
9. «Battlefield» — 5:59
10. «Ancient Prophecy» — 8:00
11. «Ildnatten» — 2:05

## Участники записи
- Kjetil Molnes (Martyr) — вокал
- Vegard Undal (Gard) — бас-гитара
- Ларс Стокстад (Vemod) — гитара, клавишные
- Svein Sander (Armoth) — ударные